# The Big Black and the Blue
The Big Black and the Blue er det første studiealbum af de svenske folk-duo First Aid Kit. Det blev udgivet den 25. januar 2010 i Storbritannien via Wichita Recordings, og i USA den 25. maj 2010.
Albummet fik gode anmeldelser.

## Spor
Alle numre er skreevet af Klara og Johanna Söderberg.
| #   | Titel                    | Længde |
| --- | ------------------------ | ------ |
| 1.  | "In the Morning"         | 2:36   |
| 2.  | "Hard Believer"          | 3:40   |
| 3.  | "Sailor Song"            | 2:44   |
| 4.  | "Waltz for Richard"      | 2:49   |
| 5.  | "Heavy Storm"            | 3:21   |
| 6.  | "Ghost Town"             | 4:47   |
| 7.  | "Josefin"                | 3:31   |
| 8.  | "A Window Opens"         | 4:21   |
| 9.  | "Winter Is All Over You" | 3:39   |
| 10. | "I Met Up with the King" | 2:49   |
| 11. | "Wills of the River"     | 4:19   |

| 12. | "All My Trials" | 3:34 |

| 12. | "I'm Building Myself A Boat" | 3:22 |

| 12. | "Hard Believer (Live on KCRW)"        | 3:38 |
| 13. | "Heavy Storm (Live on KCRW)"          | 3:05 |
| 14. | "Ghost Town (Live on KCRW)"           | 4:30 |
| 15. | "I Met up with a King (Live on KCRW)" | 3:25 |

| 12. | "Josefin (Live at the Old Queens Head, London)"     | 3:30 |
| 13. | "Sailor Song (Live at the Old Queens Head, London)" | 2:55 |